# Pseudonereis masalacensis
Pseudonereis masalacensis är en ringmaskart som först beskrevs av Grube 1878.  Pseudonereis masalacensis ingår i släktet Pseudonereis och familjen Nereididae. Inga underarter finns listade i Catalogue of Life.